# شمبيون
شمبيون شركة فرنسية تابعة لمجموعة كارفور الدولية، فُتِح أول شمبيون في بايو بكالفادوس في 1969، وقد عوضت محلاتها في العالم بكارفور كونطاكت، أو كارفور ماركت،إلا أن بعض محلات شمبيون متواجدة في كل من بولينزيا الفرنسية وبلجيكا وفرنسا.

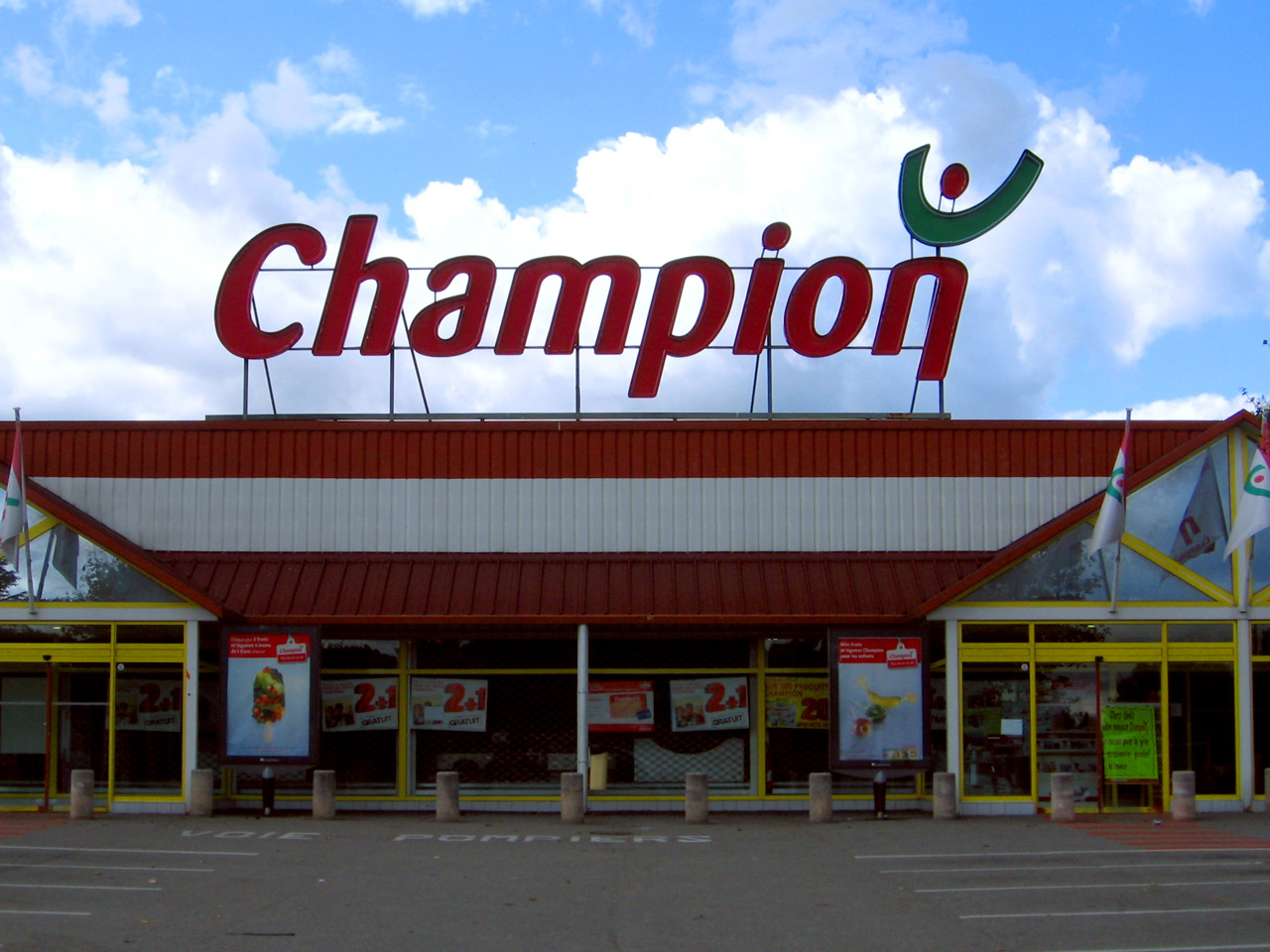
متجر شمبيون

## شمبيون بالعالم

### شمبيون قبل 2008
تواجدت شمبيون بعدة دول بأوروبا (اليونان ، بولندا...)، و تركيا، و أمريكا الجنوبية (البرازيل، الأرجنتين)، و تونس، و الصين.